# Communauté de communes des Hauts Champs
La Communauté de communes des Hauts Champs (CCHC) est une ancienne communauté de communes française, située dans le département des Vosges et la région Grand Est.
En 2017, elle fusionne dans la nouvelle communauté d'agglomération de Saint-Dié-des-Vosges avec cinq autres communauté de communes : Communauté de communes de Saint-Dié-des-Vosges, Communauté de communes de la Vallée de la Plaine, Communauté de communes Fave, Meurthe, Galilée, Communauté de communes du Pays des Abbayes et Communauté de communes du Val de Neuné.

## Histoire
Le 30 décembre 1992, la communauté de communes est créée sous le nom provisoire de « Communauté de communes de Saint-Michel-sur-Meurthe - Taintrux - La Bourgonce - La Voivre - La Salle ». Ce n'est qu'en 2006 qu'elle prend le nom de « Communauté de communes des Hauts Champs ».
Le 1er janvier 2014, la commune de Nompatelize, précédemment dans la Communauté de communes du Ban d'Étival, rejoint la structure intercommunale. La commune de Taintrux quitte la structure intercommunale pour la nouvelle Communauté de communes des Vallées de la Haute Meurthe.

## Composition
Elle regroupe 5 communes :
| Nom                              | Code Insee | Gentilé     | Superficie (km2) | Population (dernière pop. légale) | Densité (hab./km2) |
| -------------------------------- | ---------- | ----------- | ---------------- | --------------------------------- | ------------------ |
| Saint-Michel-sur-Meurthe (siège) | 88428      | Michellois  | 15,54            | 1 939 (2014)                      | 125                |
| La Bourgonce                     | 88068      | Bourgonçois | 16,56            | 906 (2014)                        | 55                 |
| Nompatelize                      | 88328      | Norpadiens  | 6,91             | 551 (2014)                        | 80                 |
| La Salle                         | 88438      |             | 4,71             | 417 (2014)                        | 89                 |
| La Voivre                        | 88519      |             | 5,86             | 705 (2014)                        | 120                |

## Administration
| Période                                  | Période       | Identité          | Étiquette | Qualité                            |
| ---------------------------------------- | ------------- | ----------------- | --------- | ---------------------------------- |
| Les données manquantes sont à compléter. |               |                   |           |                                    |
|                                          |               | William Mathis    |           | Maire de Saint-Michel-sur-Meurthe  |
|                                          |               | Marcel Bataille   |           | Maire de Taintrux                  |
| 2008                                     | 14 avril 2014 | Yvette Grandidier | DVD       | Maire de La Voivre (1990-2008)     |
| 14 avril 2014                            | En cours      | Pascal Mohr       |           | Maire de Nompatelize (depuis 2014) |